# TEB BNP Paribas Istanbul Open 2016 - Qualificazioni singolare
Le qualificazioni del singolare del TEB BNP Paribas Istanbul Open 2016 sono state un torneo di tennis preliminare per accedere alla fase finale della manifestazione. I vincitori dell'ultimo turno sono entrati di diritto nel tabellone principale. In caso di ritiro di uno o più giocatori aventi diritto a questi sono subentrati i lucky loser, ossia i giocatori che hanno perso nell'ultimo turno ma che avevano una classifica più alta rispetto agli altri partecipanti che avevano comunque perso nel turno finale.

## Teste di serie
1. Máximo González (ultimo turno, Lucky loser)
2. Carlos Berlocq (qualificato)
3. Andrej Rublëv (qualificato)
4. Radu Albot (primo turno)

1. Renzo Olivo (qualificato)
2. Alessandro Giannessi (ultimo turno)
3. Marius Copil (ultimo turno)
4. Adrian Ungur (qualificato)

## Qualificati
1. Adrian Ungur
2. Carlos Berlocq

1. Andrej Rublëv
2. Renzo Olivo

### Lucky loser
1. Máximo González

## Tabellone qualificazioni

### Legenda
| - Q = Qualificato - WC = Wild card - LL = Lucky loser | - ALT = Alternate - SE = Special Exempt - PR = Protected Ranking | - w/o = Walkover - r = Ritirato - d = Squalificato |

### Sezione 1
|  | Primo turno | Primo turno     | Primo turno | Primo turno | Primo turno |  |  | Ultimo turno | Ultimo turno    | Ultimo turno    | Ultimo turno | Ultimo turno |  |
|  |             |                 |             |             |             |  |  |              |                 |                 |              |              |  |
|  | 1           | Máximo González | 63          | 6           | 6           |  |  |              |                 |                 |              |              |  |
|  | Alt         | Tomislav Brkić  | 7           | 3           | 4           |  |  | 1            | Máximo González | Máximo González | 3            | 5            |  |
|  |             | Hiroki Moriya   | 1           | 6           | 2           |  |  | 8            | Adrian Ungur    | Adrian Ungur    | 6            | 7            |  |
|  | 8           | Adrian Ungur    | 6           | 1           | 6           |  |  |              |                 |                 |              |              |  |

### Sezione 2
|  | Primo turno | Primo turno          | Primo turno          | Primo turno | Primo turno |  |  | Ultimo turno | Ultimo turno         | Ultimo turno         | Ultimo turno | Ultimo turno |  |
|  |             |                      |                      |             |             |  |  |              |                      |                      |              |              |  |
|  | 2           | Carlos Berlocq       | 6                    | 65          | 7           |  |  |              |                      |                      |              |              |  |
|  | WC          | Dimitar Kuzmanov     | 4                    | 7           | 5           |  |  | 2            | Carlos Berlocq       | Carlos Berlocq       | 7            | 6            |  |
|  |             | Michael Linzer       | Michael Linzer       | 0           | r           |  |  | 6            | Alessandro Giannessi | Alessandro Giannessi | 63           | 3            |  |
|  | 6           | Alessandro Giannessi | Alessandro Giannessi | 1           |             |  |  |              |                      |                      |              |              |  |

### Sezione 3
|  | Primo turno | Primo turno    | Primo turno    | Primo turno | Primo turno |  |  | Ultimo turno | Ultimo turno  | Ultimo turno | Ultimo turno | Ultimo turno |  |
|  |             |                |                |             |             |  |  |              |               |              |              |              |  |
|  | 3           | Andrej Rublëv  | Andrej Rublëv  | 6           | 6           |  |  |              |               |              |              |              |  |
|  | WC          | Sarp Agabigun  | Sarp Agabigun  | 3           | 3           |  |  | 3            | Andrej Rublëv | 4            | 6            | 6            |  |
|  |             | Flavio Cipolla | Flavio Cipolla | 2           | 4           |  |  | 7            | Marius Copil  | 6            | 0            | 3            |  |
|  | 7           | Marius Copil   | Marius Copil   | 6           | 6           |  |  |              |               |              |              |              |  |

### Sezione 4
|  | Primo turno | Primo turno    | Primo turno    | Primo turno | Primo turno |  |  | Ultimo turno | Ultimo turno | Ultimo turno | Ultimo turno | Ultimo turno |  |
|  |             |                |                |             |             |  |  |              |              |              |              |              |  |
|  | 4           | Radu Albot     | Radu Albot     | 65          | 2           |  |  |              |              |              |              |              |  |
|  |             | Ivan Nedelko   | Ivan Nedelko   | 7           | 6           |  |  |              | Ivan Nedelko | Ivan Nedelko | 4            | 3            |  |
|  |             | Michal Konecny | Michal Konecny | 4           | 64          |  |  | 5            | Renzo Olivo  | Renzo Olivo  | 6            | 6            |  |
|  | 5           | Renzo Olivo    | Renzo Olivo    | 6           | 7           |  |  |              |              |              |              |              |  |